# Шрештхаварман II
Шрештхаварман II (кхмер. ឝ្រេឝ្ឋវម៌្ម; около 495 — 560) — полуисторический-полулегендарный правитель Ченлы (около 495 — около 530; по другим данным, 555—560). Сын и преемник Шрутавармана.
Считается, что он основал новую столицу, назвав её по своему имени: Шрештхапура (Крестапура). По данным китайского источника, она находилась у подножия горы Лингапарвата, на территории современного Южного Лаоса (провинция Бассак), у подножия ансамбля Ват Пхоу — центра шиваизма.